# Гранд-Ривер (верхний приток Миссури)
Гранд-Ривер (англ. Grand River) — река в северо-западной части штата Южная Дакота, США. Правый приток реки Миссури. Длина составляет 336 км.
Берёт начало от слияния рек Норт-Форк и Саут-Форк вблизи городка Шейдхилл, округ Перкинс, Южная Дакота. Течёт главным образом в восточном направлении. Протекает через индейскую резервацию Стэндинг-Рок. Впадает в Миссури в районе водохранилища Оахе, недалеко от города Мобридж. Последние 25 км русла реки затоплены водохранилищем.